# Raúl Altuve
Raúl Felipe Altuve fue un futbolista argentino; se desempeñaba como delantero, y obtuvo grandes rendimientos tanto en el fútbol de ascenso de su país como en la Primera División de México.

## Biografía
Oriundo de Tucumán, Altuve surgió de Central Norte, posteriormente pasó a Rosario Central; en el canalla tuvo su debut en 1937, integrando el plantel campeón de los dos torneos organizados por la Asociación Rosarina de Fútbol, el Molinas y el Ivancich, aunque solo jugó dos partidos; cabe aclarar que Central aún no se había incorporado a los torneos de Primera División de AFA.
En 1938 retornó a su provincia natal para jugar por Central Norte; al año siguiente lo hizo en Atlético Concepción.
En 1940 llegó al fútbol de AFA para vestir los colores de Barracas Central, por entonces disputando el torneo de Tercera de Ascenso. Convirtió 42 goles en 42 partidos, atrayendo la atención de Almagro. En el tricolor jugó solo 4 partidos durante 1942, marcando 2 goles, en el Torneo de Segunda División. Retornó a Barracas para jugar nuevamente en Tercera, coronándose goleador de la categoría y colocando a su equipo en el tercer puesto.
Esta buena actuación derivó en su contratación por parte de El Porvenir, campeón del torneo y único ascendido a Segunda. Altuve hizo valer su capacidad goleadora y se convirtió en el máximo anotador del Torneo de Segunda División 1944, con 45 tantos; su equipo realizó una gran campaña y finalizó 4°. Nuevamente el campeón de la categoría se hizo de los servicios del goleador: Gimnasia y Esgrima La Plata lo contrató para disputar el Campeonato de Primera División 1945. Jugó solo 6 partidos, pero marcó 4 goles.
A mediados de 1945 emigró al fútbol mexicano junto a otros futbolistas argentinos; fichó por Deportivo Tampico, equipo que se estrenaba en la máxima categoría. Durante la temporada 1947/48 convirtió 28 goles y fue subcampeón de goleo, detrás de Dumbo López. Altuve afirmó su condición goleadora marcando en tres temporadas 60 tantos para La Jaiba. Fue transferido en 1948 al Asturias, donde convirtió 9 goles en la temporada. Retornó luego a Tampico, donde consiguió llegar a semifinales de la Copa México dos años seguidos; en la edición de 1951 se coronó como goleador del torneo, al conseguir 5 tantos, con la particularidad de que los marcó en un solo partido, ante San Sebastián, que finalizó 6-2 tras tiempo extra, en el que Altuve marcó 3 goles. 
Finalizada la temporada se retiró de la actividad, consiguiendo marcar 100 goles en el fútbol mexicano, entre torneos de liga y de copa.

## Clubes
| Club                        | País      | Año       |
| --------------------------- | --------- | --------- |
| Rosario Central             | Argentina | 1937      |
| Central Norte (Tucumán)     | Argentina | 1938      |
| Atlético Concepción         | Argentina | 1939      |
| Barracas Central            | Argentina | 1940-1941 |
| Almagro                     | Argentina | 1942      |
| Barracas Central            | Argentina | 1942      |
| El Porvenir                 | Argentina | 1944-1945 |
| Gimnasia y Esgrima La Plata | Argentina | 1946      |
| Deportivo Tampico           | México    | 1945-1948 |
| Asturias                    | México    | 1948-1949 |
| Deportivo Tampico           | México    | 1949-1951 |

## Logros deportivos

### Palmarés

#### Campeonatos regionales
| Equipo          | País      | Título                            | Año  |
| --------------- | --------- | --------------------------------- | ---- |
| Rosario Central | Argentina | Torneo Gobernador Luciano Molinas | 1937 |
| Rosario Central | Argentina | Torneo Hermenegildo Ivancich      | 1937 |

### Distinciones individuales
| Título                    | Equipo            | País      | Año       |
| ------------------------- | ----------------- | --------- | --------- |
| Goleador Tercera División | Barracas Central  | Argentina | 1942      |
| Goleador Segunda División | El Porvenir       | Argentina | 1944      |
| Goleador de Copa México   | Deportivo Tampico | México    | 1950/1951 |